# بوسطن (إنجلترا)
بوسطن هي مدينة وميناء صغير في لينكولنشاير، على الساحل الشرقي من إنجلترا. وهي أكبر مدينة في منطقة بوسطن المحلية وكان اجمالي عدد السكان يبلغ 35,124 في تعداد عام 2001. وهي على الشمال من غرينتش على خط غرينيتش.
أبرز المعالم في بوسطن هي كنيسة القديس بوتولف (الجذع)، وأكبر كنيسة أبرشية في إنجلترا وبها إحدى أعلى الأبراج في إنجلترا وهي واضحة في لآميال في أراضي لينكولنشاير المسطحة. استقر المهاجرون من بوسطن في عدة مستوطنات أخرى، وعلى الأخص في بوسطن بولاية ماساتشوستس في الولايات المتحدة.

## توأمة
لبوسطن (إنجلترا) اتفاقيات توأمة مع كل من:
- لافال (1958 - )
- هاكوسان
- بوسطن

## أعلام
- روبرت ويب
- جيم كلارك
- جون فوكس
- هانا مكليود
- إليزابيث جينينغز